# Sandoricum
Sandoricum là một chi thực vật thuộc họ Meliaceae. Chi này có các loài sau (tuy nhiên danh sách này có thể chưa đủ):
- Sandoricum vidalii, Merr.
- Sandoricum koetjape - Santol tree